# Phaedra farewell tour 2014
Phaedra farewell tour 2014 is een livealbum van Tangerine Dream (TD). 
De gezondheid van de leider Edgar Froese van TD ging in de jaren tien achteruit. Het toeren viel hem steeds zwaarder. Deze afscheidstournee uit 2014 zou de laatste zijn. Froese gaf wel een hint dat losse optredens nog wel mogelijk waren, maar grote concertreizen zaten er wat hem betreft niet meer in. Hij kreeg sneller gelijk dan hij toen vermoedde; hij zou 20 januari 2015 overlijden.
De opnamen vonden plaats tijdens diverse concerten in Europa.

## Musici
- Edgar Froese – toetsinstrumenten
- Linda Spa – saxofoon, dwarsfluit, toetsinstrumenten
- Iris Camaa – elektronische slagwerk en percussie
- Thorsten Quaeschning – toetsinstrumenten
- Hoshiko Yamane – cello, viool (elektrisch en akoestisch)

## Muziek
| Nr. | Titel                               | Duur  |
| --- | ----------------------------------- | ----- |
| 1.  | Odd welcome                         | 7:12  |
| 2.  | Burning the bad seal                | 5:15  |
| 3.  | The midnight trail                  | 5:46  |
| 4.  | Sorcerer theme                      | 3:48  |
| 5.  | Twilight in Abidjan                 | 4:55  |
| 6.  | Hermaphrodite                       | 7:56  |
| 7.  | Sleeping watches snoring in silence | 5:58  |
| 8.  | Song of the whale                   | 5;17  |
| 9.  | Horizon                             | 4:57  |
| 10. | Hyper sphinx                        | 14:24 |

| Nr. | Titel                      | Duur  |
| --- | -------------------------- | ----- |
| 1.  | Josephine the mouse singer | 8:32  |
| 2.  | Logos                      | 4:42  |
| 3.  | Alchemy of the heart       | 5:42  |
| 4.  | Grind                      | 6:30  |
| 5.  | Warsaw in the sun          | 6:05  |
| 6.  | Oriental haze              | 3:59  |
| 7.  | Three bikes in the sky     | 5:19  |
| 8.  | Girl on the stairs         | 4:19  |
| 9.  | Marmontel riding on a clef | 7:46  |
| 10. | Trauma                     | 11:10 |

| Nr. | Titel                                  | Duur  |
| --- | -------------------------------------- | ----- |
| 1.  | Phaedra (2014)                         | 11:08 |
| 2.  | Berlin summer night                    | 4:15  |
| 3.  | Darkness veiling the night             | 8:54  |
| 4.  | Love on a real train                   | 7:19  |
| 5.  | Beyond the cottage and the lake (2014) | 4:20  |
| 6.  | Boat to China                          | 7:37  |
| 7.  | The silver boots of Bartlett Green     | 8:16  |